# 1974 în film
- 1973 în cinematografie — 1974 în cinematografie — 1975 în cinematografie

## Premiere românești
- Ștefan cel Mare - Vaslui 1475

## Filmele cu cele mai mari încasări
în SUA
| #   | Titlu                               | Studio                          | Încasări     |
| --- | ----------------------------------- | ------------------------------- | ------------ |
| 1.  | Blazing Saddles                     | Warner Bros.                    | $119,500,000 |
| 2.  | The Towering Inferno                | 20th Century Fox / Warner Bros. | $116,000,000 |
| 3.  | The Trial of Billy Jack             | Warner Bros.                    | $89,000,000  |
| 4.  | Young Frankenstein                  | 20th Century Fox                | $86,273,333  |
| 5.  | Earthquake                          | Universal Pictures              | $79,666,653  |
| 6.  | The Godfather Part II               | Paramount Pictures              | $47,542,841  |
| 7.  | Airport 1975                        | Universal Pictures              | $47,285,152  |
| 8.  | The Life and Times of Grizzly Adams | Sunn Classic Pictures           | $45,411,063  |
| 9.  | The Longest Yard                    | Paramount Pictures              | $43,008,075  |
| 10. | Benji                               | Mulberry Square Releasing       | $39,552,000  |

## Premii

### Oscar
- Cel mai bun film:
- Cel mai bun regizor:
- Cel mai bun actor:
- Cea mai bună actriță:
- Cel mai bun film străin:

Articol detaliat: Oscar 1974

### BAFTA
- Cel mai bun film:
- Cel mai bun actor:
- Cea mai bună actriță:
- Cel mai bun film străin:

## Debuturi actoricești
- Armand Assante - The Lords of Flatbush
- Chevy Chase - The Groove Tube
- Jeff Goldblum - Death Wish
- John Rhys-Davies - The Black Windmill
- Fred Ward - Ginger in the Morning
- Denzel Washington - Death Wish